# Ascochyta desmazieri
Ascochyta desmazieri är en svampart som beskrevs av Cavara 1893. Ascochyta desmazieri ingår i släktet Ascochyta, ordningen Pleosporales, klassen Dothideomycetes, divisionen sporsäcksvampar och riket svampar.   Inga underarter finns listade i Catalogue of Life.